# برگه نوع ۳
برگه نوع ۳ (به انگلیسی: Breguet Type III) یک هواگرد ساختِ کارخانهٔ برگه اویاسیون در کشور فرانسه است . این هواگرد برای نخستین بار در ۱۹۱۰ میلادی مورد استفاده قرار گرفت.